# Bilan saison par saison du K Beerschot VAC
Cette page présente les résultats saison par saison du K Beerschot VAC, une équipe de football belge. Le club a disputé 90 saisons dans les divisions nationales belges, auxquelles il accède pour la première fois en 1900. À l'exception de la saison 1906-1907, il y évolue sans interruption, toujours dans les trois plus hautes divisions, jusqu'à sa disparition en 1999. Le club évolue en première division de manière continue entre 1907 et 1981, soit un total de 65 saisons, établissant un record à l'époque.

## Tableau de résultats
| Ordre                                                        | Saison  | Nom du club                                             | Niveau                                                  | Classement final                                        | Remarques                                               |
| ------------------------------------------------------------ | ------- | ------------------------------------------------------- | ------------------------------------------------------- | ------------------------------------------------------- | ------------------------------------------------------- |
| 1                                                            | 1900-01 | Beerschot AC                                            | Division d'Honneur                                      | 2e/9                                                    | [ saisons 1 ]                                           |
| 2                                                            | 1901-02 | Beerschot AC                                            | Division d'Honneur Groupe A                             | 2e/6                                                    | [ saisons 2 ]                                           |
| 3                                                            | 1902-03 | Beerschot AC                                            | Division d'Honneur Groupe A                             | 2e/5                                                    | [ saisons 3 ]                                           |
| 4                                                            | 1903-04 | Beerschot AC                                            | Division d'Honneur Groupe B                             | 7e/7                                                    |                                                         |
| 5                                                            | 1904-05 | Beerschot AC                                            | Division d'Honneur                                      | 6e/11                                                   |                                                         |
| 6                                                            | 1905-06 | Beerschot AC                                            | Division d'Honneur                                      | 10e/10                                                  | Relégué!                                                |
| séries régionales                                            |         |                                                         |                                                         |                                                         |                                                         |
| 7                                                            | 1907-08 | Beerschot AC                                            | Division d'Honneur                                      | 4e/10                                                   |                                                         |
| 8                                                            | 1908-09 | Beerschot AC                                            | Division d'Honneur                                      | 5e/12                                                   |                                                         |
| 9                                                            | 1909-10 | Beerschot AC                                            | Division d'Honneur                                      | 6e/12                                                   |                                                         |
| 10                                                           | 1910-11 | Beerschot AC                                            | Division d'Honneur                                      | 6e/12                                                   |                                                         |
| 11                                                           | 1911-12 | Beerschot AC                                            | Division d'Honneur                                      | 10e/12                                                  |                                                         |
| 12                                                           | 1912-13 | Beerschot AC                                            | Division d'Honneur                                      | 4e/12                                                   |                                                         |
| 13                                                           | 1913-14 | Beerschot AC                                            | Division d'Honneur                                      | 7e/12                                                   |                                                         |
| Compétitions interrompues durant la Première Guerre mondiale |         |                                                         |                                                         |                                                         |                                                         |
| 14                                                           | 1919-20 | Beerschot AC                                            | Division d'Honneur                                      | 5e/12                                                   |                                                         |
| 15                                                           | 1920-21 | Beerschot AC                                            | Division d'Honneur                                      | 3e/12                                                   |                                                         |
| 16                                                           | 1921-22 | Beerschot AC                                            | Division d'Honneur                                      | 1er/14                                                  | Champion!                                               |
| 17                                                           | 1922-23 | Beerschot AC                                            | Division d'Honneur                                      | 3e/14                                                   | [ saisons 6 ]                                           |
| 18                                                           | 1923-24 | Beerschot AC                                            | Division d'Honneur                                      | 1er/14                                                  | Champion!                                               |
| 19                                                           | 1924-25 | Beerschot AC                                            | Division d'Honneur                                      | 1er/14                                                  | Champion!                                               |
| 20                                                           | 1925-26 | Beerschot AC                                            | Division d'Honneur                                      | 1er/14                                                  | Champion!                                               |
| 21                                                           | 1926-27 | R. Beerschot AC                                         | Division d'Honneur                                      | 2e/14                                                   | [ saisons 7 ]                                           |
| 22                                                           | 1927-28 | R. Beerschot AC                                         | Division d'Honneur                                      | 1er/14                                                  | Champion!                                               |
| 23                                                           | 1928-29 | R. Beerschot AC                                         | Division d'Honneur                                      | 1er/14                                                  | [ saisons 8 ]                                           |
| 24                                                           | 1929-30 | R. Beerschot AC                                         | Division d'Honneur                                      | 4e/14                                                   |                                                         |
| 25                                                           | 1930-31 | R. Beerschot AC                                         | Division d'Honneur                                      | 4e/14                                                   |                                                         |
| 26                                                           | 1931-32 | R. Beerschot AC                                         | Division d'Honneur                                      | 7e/14                                                   |                                                         |
| 27                                                           | 1932-33 | R. Beerschot AC                                         | Division d'Honneur                                      | 7e/14                                                   |                                                         |
| 28                                                           | 1933-34 | R. Beerschot AC                                         | Division d'Honneur                                      | 6e/14                                                   |                                                         |
| 29                                                           | 1934-35 | R. Beerschot AC                                         | Division d'Honneur                                      | 4e/14                                                   |                                                         |
| 30                                                           | 1935-36 | R. Beerschot AC                                         | Division d'Honneur                                      | 7e/14                                                   |                                                         |
| 31                                                           | 1936-37 | R. Beerschot AC                                         | Division d'Honneur                                      | 2e/14                                                   | [ saisons 9 ]                                           |
| 32                                                           | 1937-38 | R. Beerschot AC                                         | Division d'Honneur                                      | 1er/14                                                  | Champion!                                               |
| 33                                                           | 1938-39 | R. Beerschot AC                                         | Division d'Honneur                                      | 1er/14                                                  | Champion!                                               |
| xx                                                           | 1939-40 | Compétitions arrêtées                                   | Compétitions arrêtées                                   | Compétitions arrêtées                                   | Compétitions arrêtées                                   |
| xx                                                           | 1940-41 | R. Beerschot AC                                         | Division d'Honneur Groupe B                             | 1er/10                                                  | [ saisons 10 ]                                          |
| 34                                                           | 1941-42 | R. Beerschot AC                                         | Division d'Honneur                                      | 2e/14                                                   | [ saisons 11 ]                                          |
| 35                                                           | 1942-43 | R. Beerschot AC                                         | Division d'Honneur                                      | 2e/16                                                   | [ saisons 12 ]                                          |
| 36                                                           | 1943-44 | R. Beerschot AC                                         | Division d'Honneur                                      | 3e/16                                                   |                                                         |
| xx                                                           | 1944-45 | Compétitions arrêtées                                   | Compétitions arrêtées                                   | Compétitions arrêtées                                   | Compétitions arrêtées                                   |
| 37                                                           | 1945-46 | R. Beerschot AC                                         | Division d'Honneur                                      | 16e/19                                                  |                                                         |
| 38                                                           | 1946-47 | R. Beerschot AC                                         | Division d'Honneur                                      | 12e/19                                                  |                                                         |
| 39                                                           | 1947-48 | R. Beerschot AC                                         | Division d'Honneur                                      | 9e/16                                                   |                                                         |
| 40                                                           | 1948-49 | R. Beerschot AC                                         | Division d'Honneur                                      | 6e/16                                                   |                                                         |
| 41                                                           | 1949-50 | R. Beerschot AC                                         | Division d'Honneur                                      | 9e/16                                                   |                                                         |
| 42                                                           | 1950-51 | R. Beerschot AC                                         | Division d'Honneur                                      | 5e/16                                                   |                                                         |
| 43                                                           | 1951-52 | R. Beerschot AC                                         | Division d'Honneur                                      | 12e/16                                                  |                                                         |
| 44                                                           | 1952-53 | R. Beerschot AC                                         | Division 1                                              | 3e/16                                                   |                                                         |
| 45                                                           | 1953-54 | R. Beerschot AC                                         | Division 1                                              | 4e/16                                                   |                                                         |
| 46                                                           | 1954-55 | R. Beerschot AC                                         | Division 1                                              | 11e/16                                                  |                                                         |
| 47                                                           | 1955-56 | R. Beerschot AC                                         | Division 1                                              | 10e/16                                                  |                                                         |
| 48                                                           | 1956-57 | R. Beerschot AC                                         | Division 1                                              | 12e/16                                                  |                                                         |
| 49                                                           | 1957-58 | R. Beerschot AC                                         | Division 1                                              | 4e/16                                                   |                                                         |
| 50                                                           | 1958-59 | R. Beerschot AC                                         | Division 1                                              | 4e/16                                                   |                                                         |
| 51                                                           | 1959-60 | R. Beerschot AC                                         | Division 1                                              | 4e/16                                                   |                                                         |
| 52                                                           | 1960-61 | R. Beerschot AC                                         | Division 1                                              | 4e/16                                                   |                                                         |
| 53                                                           | 1961-62 | R. Beerschot AC                                         | Division 1                                              | 9e/16                                                   |                                                         |
| 54                                                           | 1962-63 | R. Beerschot AC                                         | Division 1                                              | 12e/16                                                  |                                                         |
| 55                                                           | 1963-64 | R. Beerschot AC                                         | Division 1                                              | 4e/16                                                   |                                                         |
| 56                                                           | 1964-65 | R. Beerschot AC                                         | Division 1                                              | 3e/16                                                   |                                                         |
| 57                                                           | 1965-66 | R. Beerschot AC                                         | Division 1                                              | 4e/16                                                   |                                                         |
| 58                                                           | 1966-67 | R. Beerschot AC                                         | Division 1                                              | 10e/16                                                  |                                                         |
| 59                                                           | 1967-68 | R. Beerschot AC                                         | Division 1                                              | 6e/16                                                   |                                                         |
| 60                                                           | 1968-69 | K. Beerschot VAV                                        | Division 1                                              | 14e/16                                                  |                                                         |
| 61                                                           | 1969-70 | K. Beerschot VAV                                        | Division 1                                              | 6e/16                                                   |                                                         |
| 62                                                           | 1970-71 | K. Beerschot VAV                                        | Division 1                                              | 6e/16                                                   |                                                         |
| 63                                                           | 1971-72 | K. Beerschot VAV                                        | Division 1                                              | 10e/16                                                  |                                                         |
| 64                                                           | 1972-73 | K. Beerschot VAV                                        | Division 1                                              | 4e/16                                                   |                                                         |
| 65                                                           | 1973-74 | K. Beerschot VAV                                        | Division 1                                              | 13e/16                                                  |                                                         |
| 66                                                           | 1974-75 | K. Beerschot VAV                                        | Division 1                                              | 5e/20                                                   |                                                         |
| 67                                                           | 1975-76 | K. Beerschot VAV                                        | Division 1                                              | 7e/19                                                   |                                                         |
| 68                                                           | 1976-77 | K. Beerschot VAV                                        | Division 1                                              | 9e/18                                                   |                                                         |
| 69                                                           | 1977-78 | K. Beerschot VAV                                        | Division 1                                              | 6e/18                                                   |                                                         |
| 70                                                           | 1978-79 | K. Beerschot VAV                                        | Division 1                                              | 12e/18                                                  |                                                         |
| 71                                                           | 1979-80 | K. Beerschot VAV                                        | Division 1                                              | 14e/18                                                  |                                                         |
| 72                                                           | 1980-81 | K. Beerschot VAV                                        | Division 1                                              | 15e/18                                                  | Rétrogradé!                                             |
| 73                                                           | 1981-82 | K. Beerschot VAV                                        | Division 2                                              | 2e/16                                                   | Promu via tour final!                                   |
| 74                                                           | 1982-83 | K. Beerschot VAV                                        | Division 1                                              | 15e/18                                                  |                                                         |
| 75                                                           | 1983-84 | K. Beerschot VAV                                        | Division 1                                              | 16e/18                                                  |                                                         |
| 76                                                           | 1984-85 | K. Beerschot VAV                                        | Division 1                                              | 16e/18                                                  |                                                         |
| 77                                                           | 1985-86 | K. Beerschot VAV                                        | Division 1                                              | 7e/18                                                   |                                                         |
| 78                                                           | 1986-87 | K. Beerschot VAV                                        | Division 1                                              | 9e/18                                                   |                                                         |
| 79                                                           | 1987-88 | K. Beerschot VAV                                        | Division 1                                              | 13e/18                                                  |                                                         |
| 80                                                           | 1988-89 | K. Beerschot VAV                                        | Division 1                                              | 16e/18                                                  |                                                         |
| 81                                                           | 1989-90 | K. Beerschot VAV                                        | Division 1                                              | 8e/18                                                   |                                                         |
| 82                                                           | 1990-91 | K. Beerschot VAV                                        | Division 1                                              | 18e/18                                                  | Relégué!                                                |
| 83                                                           | 1991-92 | Beerschot VAC                                           | Division 3 série B                                      | 1er/16                                                  | Champion et promu!                                      |
| 84                                                           | 1992-93 | Beerschot VAC                                           | Division 2                                              | 2e/16                                                   | Tour final!                                             |
| 85                                                           | 1993-94 | Beerschot VAC                                           | Division 2                                              | 5e/16                                                   | Tour final!                                             |
| 86                                                           | 1994-95 | Beerschot VAC                                           | Division 2                                              | 2e/18                                                   | Tour final!                                             |
| 87                                                           | 1995-96 | K. Beerschot VAC                                        | Division 2                                              | 6e/18                                                   | Tour final!                                             |
| 88                                                           | 1996-97 | K. Beerschot VAC                                        | Division 2                                              | 14e/18                                                  |                                                         |
| 89                                                           | 1997-98 | K. Beerschot VAC                                        | Division 2                                              | 18e/18                                                  | Relégué!                                                |
| 90                                                           | 1998-99 | Beerschot VAC                                           | Division 3 série B                                      | 15e/16                                                  | Relégué!                                                |
| X                                                            | 1999    | Arrêt des activités du club, son matricule 13 disparaît | Arrêt des activités du club, son matricule 13 disparaît | Arrêt des activités du club, son matricule 13 disparaît | Arrêt des activités du club, son matricule 13 disparaît |

## Bilan
Statistiques clôturées, club disparu
| Niv | Divisions     | Jouées | Titres | TM Up | TM Down |
| --- | ------------- | ------ | ------ | ----- | ------- |
| I   | 1re nationale | 81     | 7      |       |         |
| II  | 2e nationale  | 7      | 0      | 5     |         |
| III | 3e nationale  | 2      | 1      |       |         |
| IV  | 4e nationale  | 0      | 0      |       |         |
| V   | 5e nationale  | 0      | 0      |       |         |
|     |               |        |        |       |         |
|     | TOTAUX        | 90     | 8      | 5     | 0       |

- TM Up : test-match pour départager des égalités, ou toutes formes de Barrages ou de Tour final pour une montée éventuelle.
- TM Down : test-match pour départager des égalités, ou toutes formes de Barrages ou de Tour final pour le maintien.